# Природни сателити Урана
Уран, седма планета Сунчевог система, има 27 откривених природних сателита, од којих је већина названа по ликовима из дела Вилијама Шекспира и Александра Поупа. Уранови сателити подељени су у три групе — тринаест унутрашњих, пет главних и девет неправилних. Унутрашњи сателити су мала тамна тела која имају слична својства и порекло као Уранови прстенови. Пет главних сателита су елипсоидног облика, што указује да су достигли хидростатичку равнотежу у неком тренутку своје прошлости, а четири од њих показују знакове унутрашњих процеса као што су формирање кањона и вулканизам на својим површинама.  Највећа од њих је Титанија, са пречником од 1.578 километара, што га чини осмим сателитом по површини у Сунчевом систему, са двадесет пута мањом масом од Месеца. Орбите правилних сателита Урана (унутрашњих и главних) су копланарне са Урановим екватором, који је нагнут за 97,77° до своје орбите. Уранови неправилни сателити имају елиптичне и веома нагнуте (углавном ретроградне) орбите на великим удаљеностима од планете.
Вилхелм Хершел је открио прва два месеца, Титанију и Оберон, 1787. године. Следећа три елипсоидна месеца открили су Вилијам Ласел 1851. (Аријел и Умбријел) и Џерард Кајпер 1948. (Миранда). Ових пет првооткривених имају планетарну масу те би се сматрале патуљастим планетама када би биле директно у Сунчевој орбити. Остали Уранови сателити откривени су након 1985. године, неки током летења Војаџера 2, неки помоћу напредних телескопа на Земљи.